# Fidel Corrales Jiménez
Fidel Corrales Jiménez (Pinar del Río, Cuba, 7 de julio de 1987) es un Gran Maestro Internacional de ajedrez cubano.

## Resultados destacados en competición
En 2004, ganó los torneos de Varadero y Holguín. En 2005, ganó el torneo de Holguín. En 2006, ganó el torneo Memorial Capablanca abierto empatado con Walter Arencibia Rodríguez.
En 2007, ganó en Aguascalientes, empatado con José González García y Manuel León Hoyos y en Manresa, empatado con Marc Narciso. En 2008 fue muy exitoso para él, ganó los torneos de La Roda, empatado con Karen Mowsisjan y Alexis Cabrera, Dömsödzie, Barcelona, Harkány, Manresa, empatado con Alexandr Fier, Raszad Babajew y Lázaro Bruzón y en Barberá del Vallés, empatado con Lázaro Bruzón Batista.
En 2009, ganó la medalla de plata en el campeonato de América, jugado en São Paulo, ganó el Memorial Guillermo García. En 2010, ganó el torneo memorial Carlos Torre Repetto, disputado en Mérida.